# Salas de Bureba
Salas de Bureba est une commune d'Espagne dans la communauté autonome de Castille-et-León, province de Burgos. Elle s'étend sur 13,3 km2 et comptait environ 146 habitants en 2011.